# PCCカー (マサチューセッツ湾交通局)
この項目では、アメリカ・カナダ各都市に導入された路面電車車両であるPCCカーのうち、ボストンなどマサチューセッツ州で公共交通機関を運営するマサチューセッツ湾交通局（Massachusetts Bay Transportation Authority、MBTA）が所有する車両について解説する。公営化前のボストン高架鉄道が1937年以降導入したもので、2019年現在も一部車両がマタパン線で営業運転に使用されている。

## 概要

### グリーンライン
軽量車体、弾性台車、多段制御など新機軸となる技術が多数使用されたPCCカーがボストンの路面電車へ最初に導入されたのは1937年だが、本格的な量産が始まったのは1941年からとなった。以降は1951年までに321両が製造され、老朽化が進んだ旧型車両を置き換えた。また1958年から1959年にかけてはダラスで路面電車を運営していたダラス・レールウェイ＆ターミナル会社（Dallas Railway & Terminal Company）から両運転台式のPCCカー25両が譲受された。
MBTAが所有するPCCカーは、グリーンラインやマタパン線に島式ホームの駅が存在する線形条件に合わせ、最初の1両を除いて車体の両側に乗降扉が設置されており、右側通行に対応した片運転台式車両にも左側中央に乗降扉が存在した。
旧型電車の置き換えが完了した1959年から1976年までグリーンラインの営業用車両はPCCカーに統一され、2両編成に加えてラッシュ時の混雑を解消するため一部区間で3両編成の運行も実施された。だが1970年代以降老朽化が目立った事で後継車両の検討が始まり、最終的に1976年から導入されたアメリカ標準型路面電車（USSLRV）による置き換えが開始された。その後頻発したUSSLRVの故障を受け、一部車両が塗装や機器の修繕を受け撤退系統へ一時に復帰した事もあったが、1982年までにE号線の"アーバーウェイ線"（Arborway Line）と呼ばれる末端区間（ヒース・ストリート - アーバーウェイ）のみの運用となり、1985年12月18日にアーバーウェイ線そのものが廃止された事で同日をもってPCCカーはグリーンラインでの営業運転を終了した。
廃止時点ではアーバーウェイ線の将来的な運行再開も検討されており、その際の使用車両として多くのPCCカーがアーバーウェイ駅に隣接した車庫跡に保管されていたものの、路線が復活する事はなく長年留置された車両も破損が相次いだ。そのため、1990年代以降MBTAはこれらの車両の解体を進めた一方、一部については各地の博物館への譲渡やMBTA内での保存が実施された。

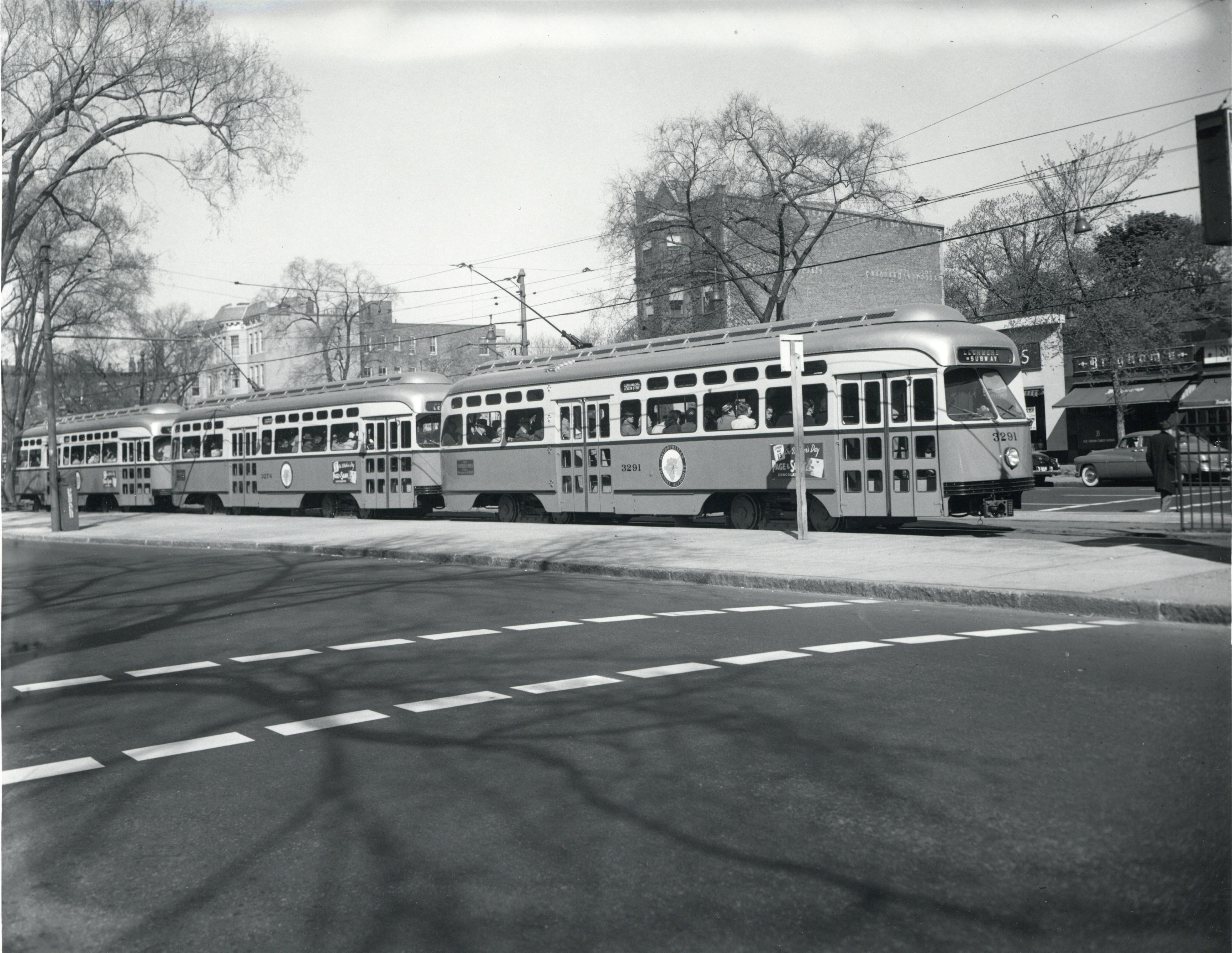
3両編成で運行するPCCカー（1951年撮影）
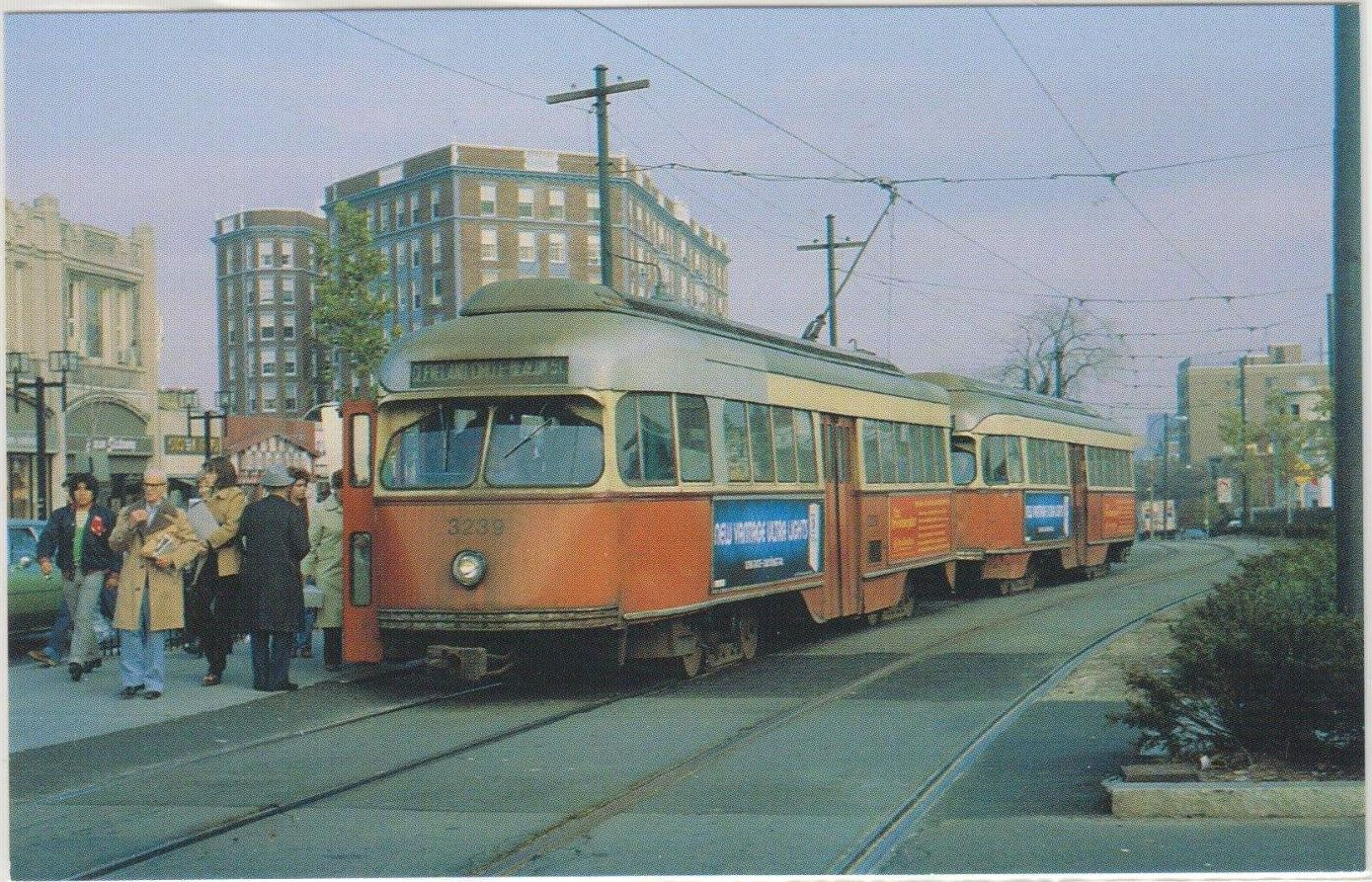
連結運転を行っていたPCCカー（1979年撮影）
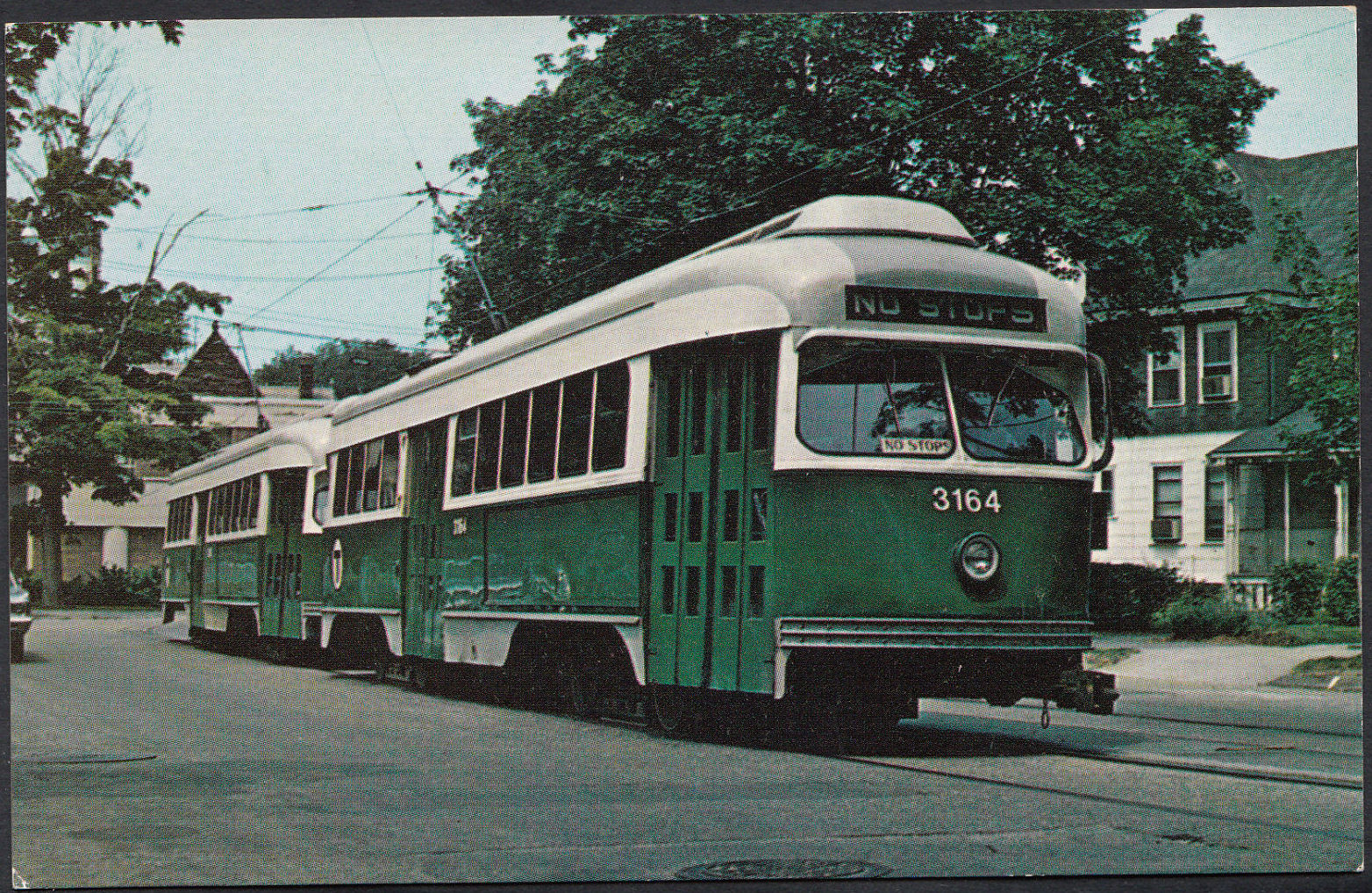
グリーンライン塗装に変更された車両（1972年撮影）

### マタパン線
MBTA設立後はレッドラインの一部として運営されている電化路線（ライトレール）のマタパン線には、1955年に旧型車両の置き換え用として初のPCCカーが導入された。1960年以降導入されたダラスからの譲渡車両や、老朽化したそれらの代替として1981年 - 1982年の長期休止後に導入された車両も含め、マタパン線のPCCカーは全てグリーンラインから転属した車両である。2019年の時点で使用されているのは1985年のアーバーウェイ線廃止に伴いマタパン線へ移動した片運転台式の車両で、台枠や車体の修理、機器の更新、制動装置の圧縮空気式から電気式への変更、ボストン高架鉄道時代の塗装復元など多岐に渡る更新工事が何度か実施されている。ただし2018年以降実施されている工事は5 - 10年程度の延命を見込んだものであり、今後はグリーンラインから転属する予定の部分超低床電車であるタイプ9電車への置き換えが検討されている。

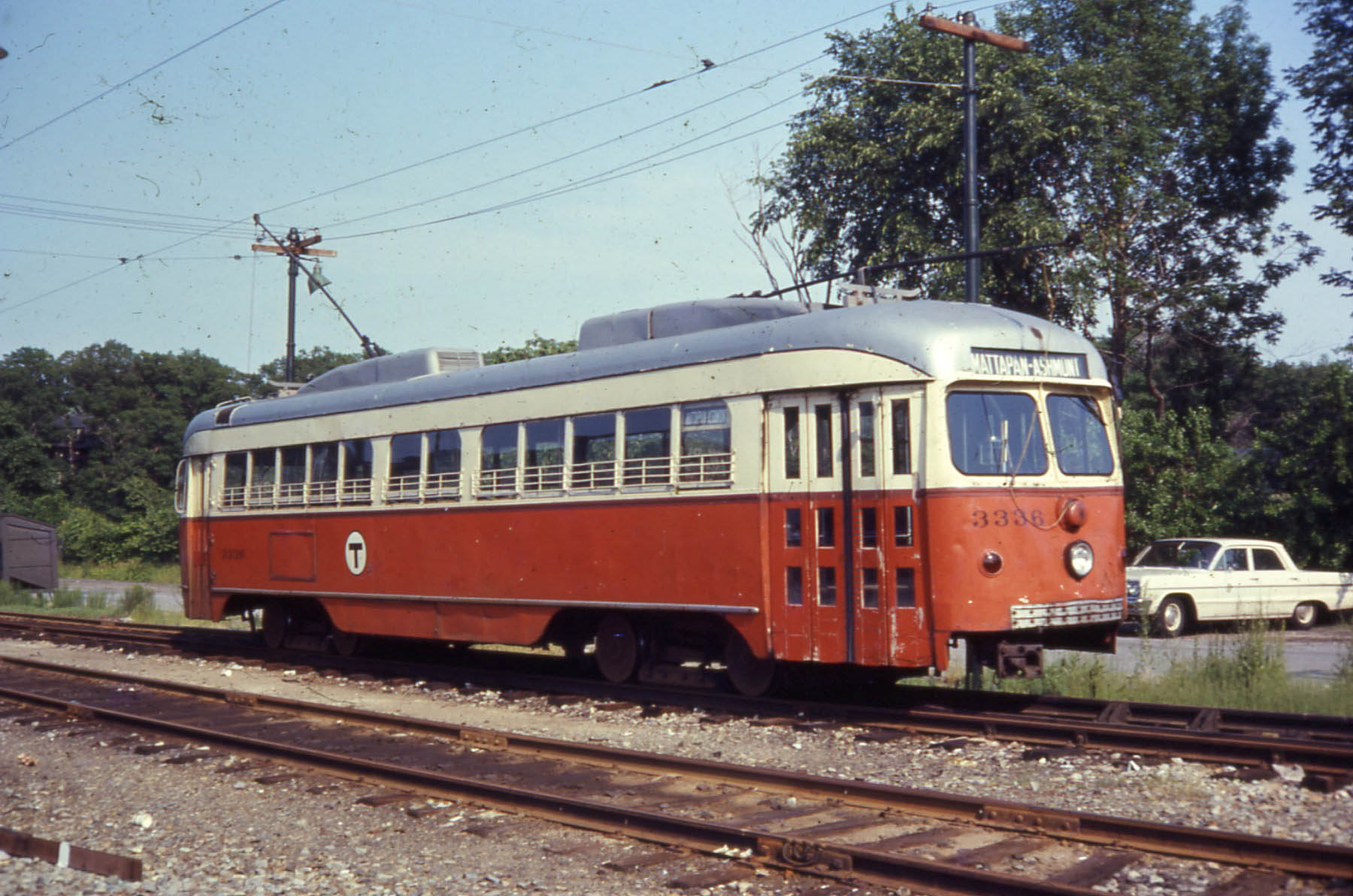
1060年代から1980年代初頭まではダラスからの譲渡車両が使用されていた（3336、1967年撮影）
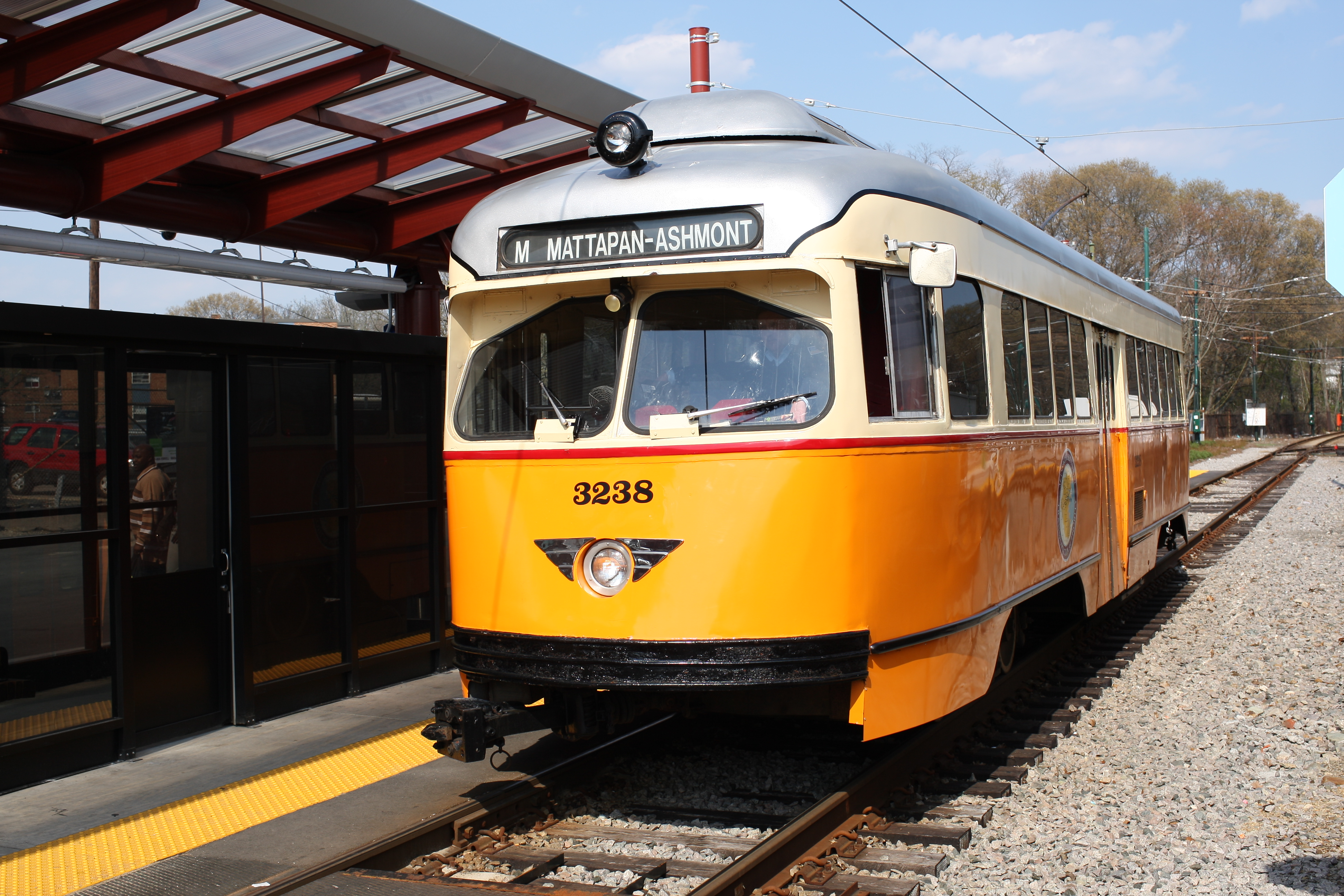
1986年以降マタパン線で使用されている3238（2008年撮影）

## 新造車両

### "クイーン・メアリー"（Queen Mary）
1937年に1両（3001）が導入された、ボストン最初のPCCカー。車体左側に乗降扉が存在しなかったため地下区間での走行は出来ず、連結器も設置されなかった。また譲渡車両も含めボストンのPCCカーはプルマン・スタンダード製のものを導入した一方、この"クイーン・メアリー"のみセントルイス・カー・カンパニー製であった。他車よりも早く1950年に廃車された。

### "プレ・ウォー"（Pre War）

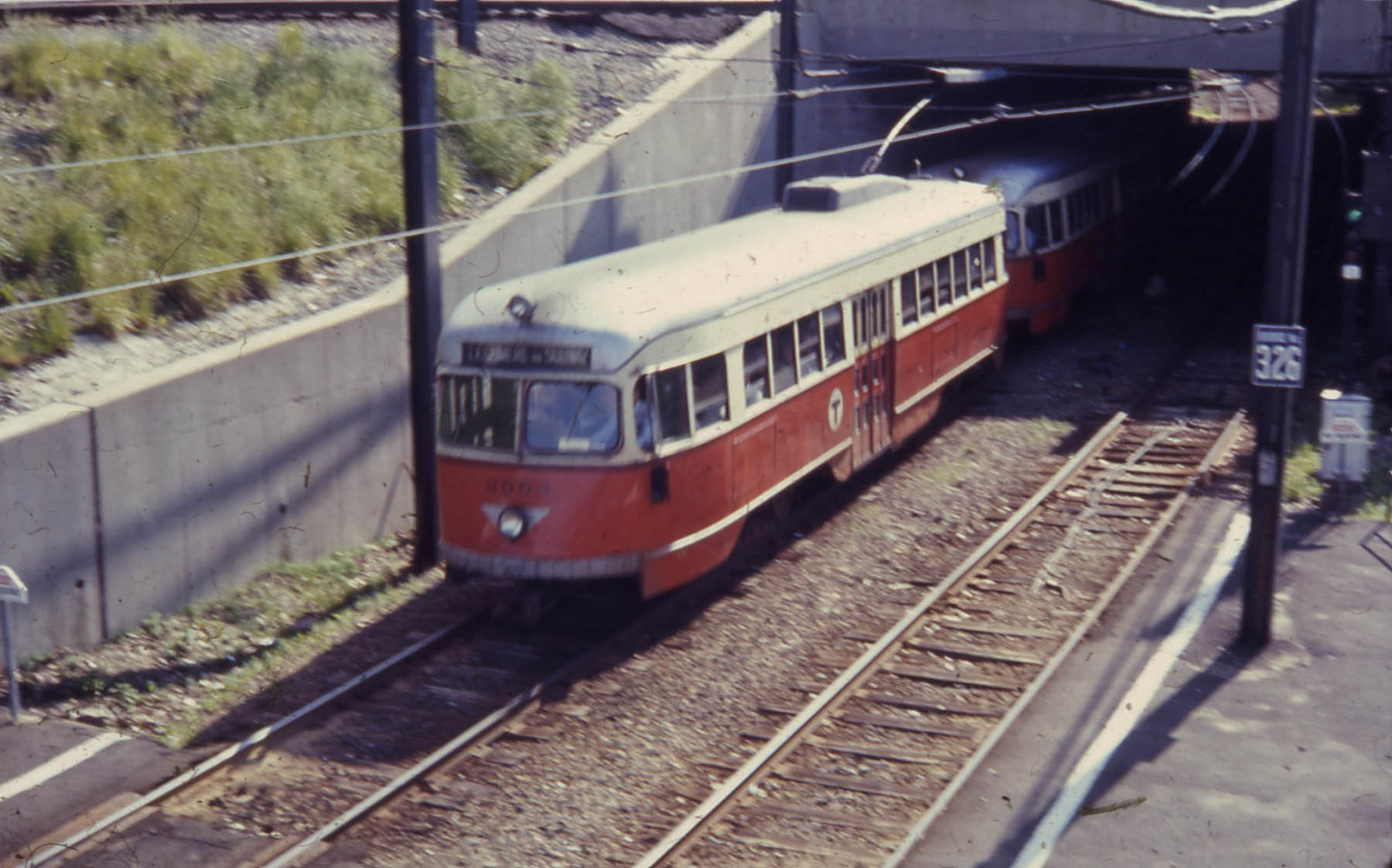
3003（1967年）撮影

1941年に20両（3002 - 3021）が製造された量産車。"クイーン・メアリー"と異なり連結器が存在し総括制御が可能であった他、車体左側中央部にも乗降扉が設置され、以降新造されたPCCカーにおいてもこれらの仕様が受け継がれた。アメリカ初の地下鉄道であったトレモント・ストリート地下鉄を通る系統に多く導入された事からトレモント（Tremont）と言う愛称でも呼ばれていた。1980年までに全車廃車されている。
| 製造年           | 総数            | 軌間             | 編成       | 運転台   | 備考・参考         |
| ---------------- | --------------- | ---------------- | ---------- | -------- | ------------------ |
| 1941             | 20両(3002-3021) | 1,435mm          | 単車       | 片運転台 | [ 1 ] [ 2 ] [ 12 ] |
| 全長             | 全幅            | 全高             | 着席定員   | 最大定員 | [ 1 ] [ 2 ] [ 12 ] |
| 14,021mm 46ft    | 2,540mm 8ft 4in | 3,378mm 11ft 1in | 42人       | ？       | [ 1 ] [ 2 ] [ 12 ] |
| 重量             | 最高速度        | 電動機           | 電動機出力 | 車両出力 | [ 1 ] [ 2 ] [ 12 ] |
| 16.66t 36,720lbs | ？              | WH 1432D         | 41kw       | 164kw    | [ 1 ] [ 2 ] [ 12 ] |

### "ウォータイム"（Wartime）

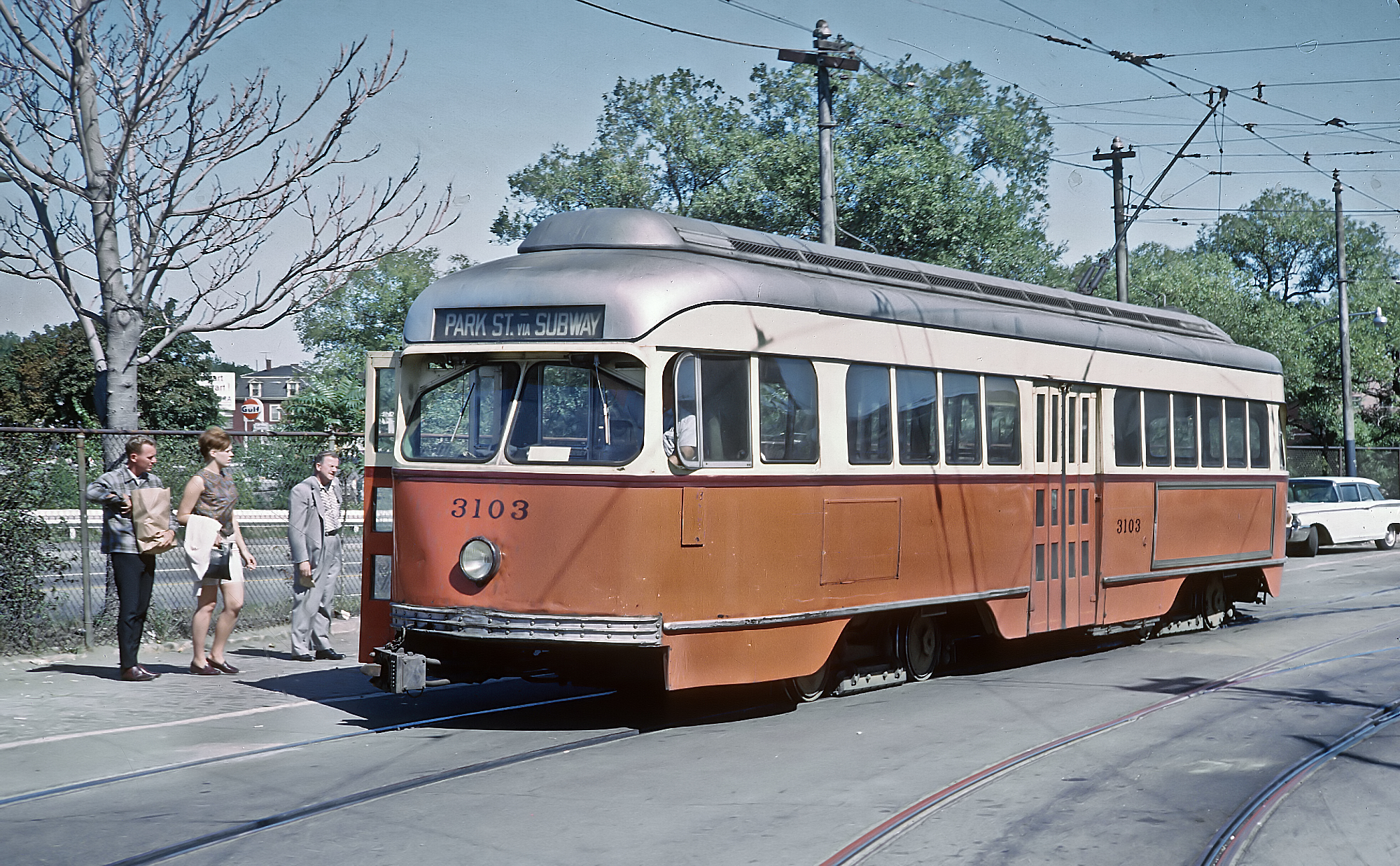
強制換気対応工事が施された車両（3103）

第二次世界大戦中の1944年から導入が始まり、1946年までに225両（3022 - 3196、3222 - 3271）が導入された車両。製造から数十年が経過した旧型車両の老朽化が進行していた事から大量生産が実施された。基本的な構造は"プレ・ウォー"と同様だが、戦時中に製造されたため一部設計が簡素化された。後年には150両に対して換気扇を用いた強制換気に対応した改造が施され、屋根が旧型電車のモニター屋根に似た形状に改められた。2019年現在もマタパン線に在籍する10両はこの改造を受けた車両である。
| 製造年           | 総数                       | 軌間                                      | 編成       | 運転台   | 備考・参考               |
| ---------------- | -------------------------- | ----------------------------------------- | ---------- | -------- | ------------------------ |
| 1944-46          | 225両(3022-3196,3222-3271) | 1,435mm                                   | 単車       | 片運転台 | [ 1 ] [ 2 ] [ 4 ] [ 13 ] |
| 全長             | 全幅                       | 全高                                      | 着席定員   | 最大定員 | [ 1 ] [ 2 ] [ 4 ] [ 13 ] |
| 14,021mm 46ft    | 2,540mm 8ft 4in            | 3,378mm 11ft 1in                          | 42人       | 130人    | [ 1 ] [ 2 ] [ 4 ] [ 13 ] |
| 重量             | 最高速度                   | 電動機                                    | 電動機出力 | 車両出力 | [ 1 ] [ 2 ] [ 4 ] [ 13 ] |
| 16.66t 36,720lbs | ？                         | WH製(3002-3096,3222-3271) GE製(3097-3196) | 41kw       | 164kw    | [ 1 ] [ 2 ] [ 4 ] [ 13 ] |

### "オール・エレクトリック"（All-Electric）

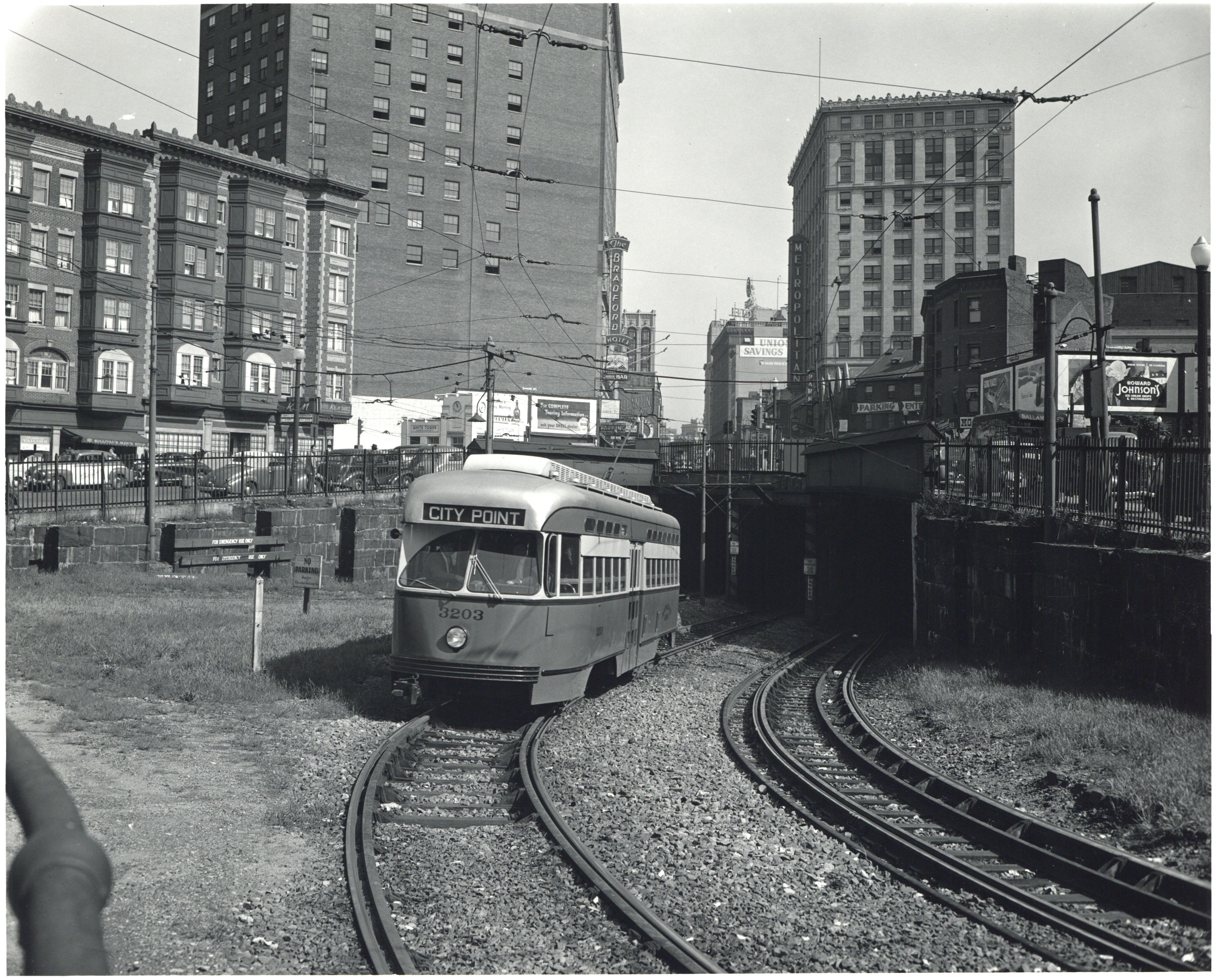
3203（1940年代撮影）

1946年6月から8月までに導入された25両（3197 - 3221）は、空気ブレーキ使用時の摩擦熱による台車のゴム製部品の損傷を抑えるため、停止時に用いられるドラムブレーキや乗降扉の開閉、ワイパーの可動を電気式に変更した"オール・エレクトリック"（All-Electric）と呼ばれる構造が導入された。また側面窓はバス窓とも呼ばれる、小窓の上に立席窓（Standees window）が配置される形に改められた。
従来の空気ブレーキを用いた車両と比べ、これらの車両は制動装置の性能が向上し、騒音抑制の効果も得られた一方、他車と異なる仕様であったために事故が頻発し、乗務員からは不評であった。更に製造当初は空気ブレーキを用いる他車と機械的な互換性が無く総括制御が出来なかったが、これについては1962年に行われた改造により解消された。1955年以降は一部車両がマタパン線で使用されたが、ダラスからの譲渡車両の導入や前述の改造に伴い1960年代中盤までに転属した。1978年までに廃車された後も一部車両が保存されている。
| 製造年            | 総数            | 軌間             | 編成       | 運転台   | 備考・参考          |
| ----------------- | --------------- | ---------------- | ---------- | -------- | ------------------- |
| 1946              | 25両(3197-3221) | 1,435mm          | 単車       | 片運転台 | [ 14 ] [ 2 ] [ 15 ] |
| 全長              | 全幅            | 全高             | 着席定員   | 最大定員 | [ 14 ] [ 2 ] [ 15 ] |
| 14,173mm 46ft 6in | 2,540mm 8ft 4in | 3,378mm 11ft 1in | 42人       | ？       | [ 14 ] [ 2 ] [ 15 ] |
| 重量              | 最高速度        | 電動機           | 電動機出力 | 車両出力 | [ 14 ] [ 2 ] [ 15 ] |
| 18.6t 41,000lbs   | ？              | GE 1220E1        | 41kw       | 164kw    | [ 14 ] [ 2 ] [ 15 ] |

### "ピクチャー・ウィンドウ"（Picture-Window）

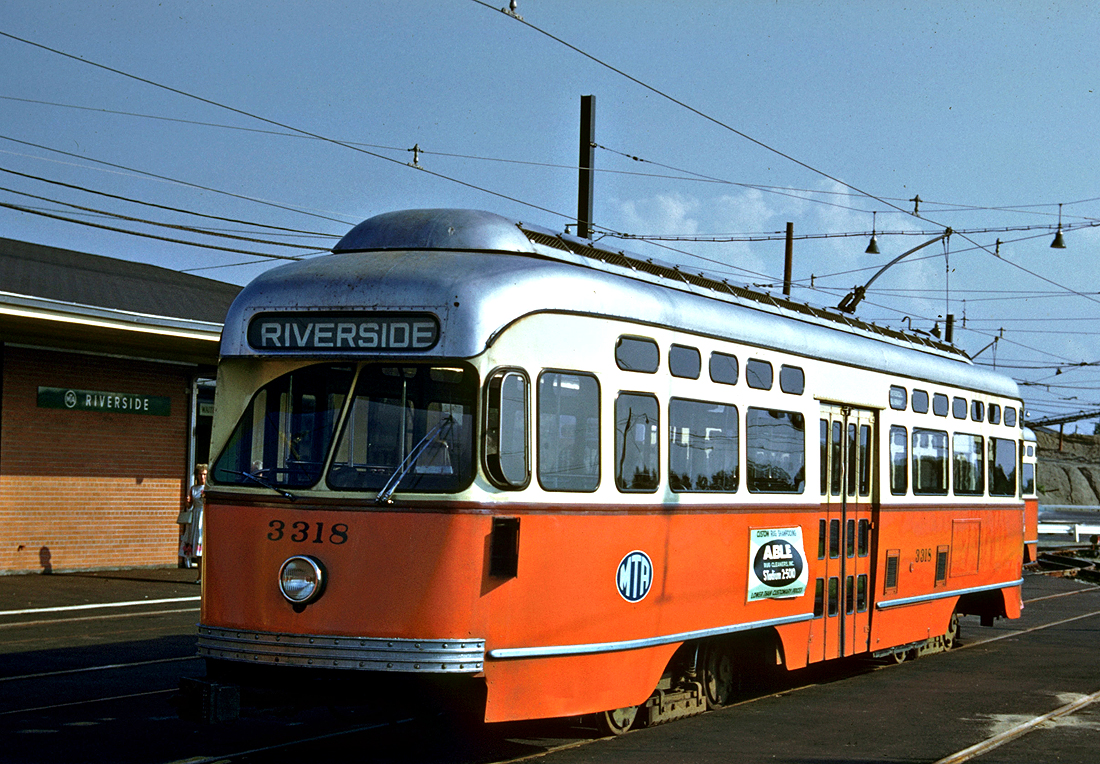
3318

1951年に50両（3272 - 3321）が導入された、マサチューセッツ湾交通局における最後のPCCカーの増備車。"オール・エレクトリック"の使用実績を受け、制動装置や乗降扉の可動に圧縮空気を用いる従来の機構（エアー・エレクトリック）へ戻された一方、側面窓は大型窓1枚につき立席窓が2枚設置されるという独特の構造に改められた。台車はクラーク製のB-2形を用いた。
1986年の廃車までグリーンラインで使用され、2019年現在も一部車両が各地の博物館で保存されている。そのうち3925は1998年までMBTAが主催した鉄道ファン向けの動態保存運転で使用され、それ以降はボイルストン駅に展示されている。
| 製造年            | 総数            | 軌間             | 編成       | 運転台   | 備考・参考  |
| ----------------- | --------------- | ---------------- | ---------- | -------- | ----------- |
| 1951              | 50両(3272-3321) | 1,435mm          | 単車       | 片運転台 | [ 3 ] [ 2 ] |
| 全長              | 全幅            | 全高             | 着席定員   | 最大定員 | [ 3 ] [ 2 ] |
| 14,173mm 46ft 6in | 2,642mm 8ft 8in | 3,378mm 11ft 1in | 42人       | ？       | [ 3 ] [ 2 ] |
| 重量              | 最高速度        | 電動機           | 電動機出力 | 車両出力 | [ 3 ] [ 2 ] |
| 17.01t 37500lbs   | ？              | GE 1243A1        | 41kw       | 164kw    | [ 3 ] [ 2 ] |

## 譲渡車両

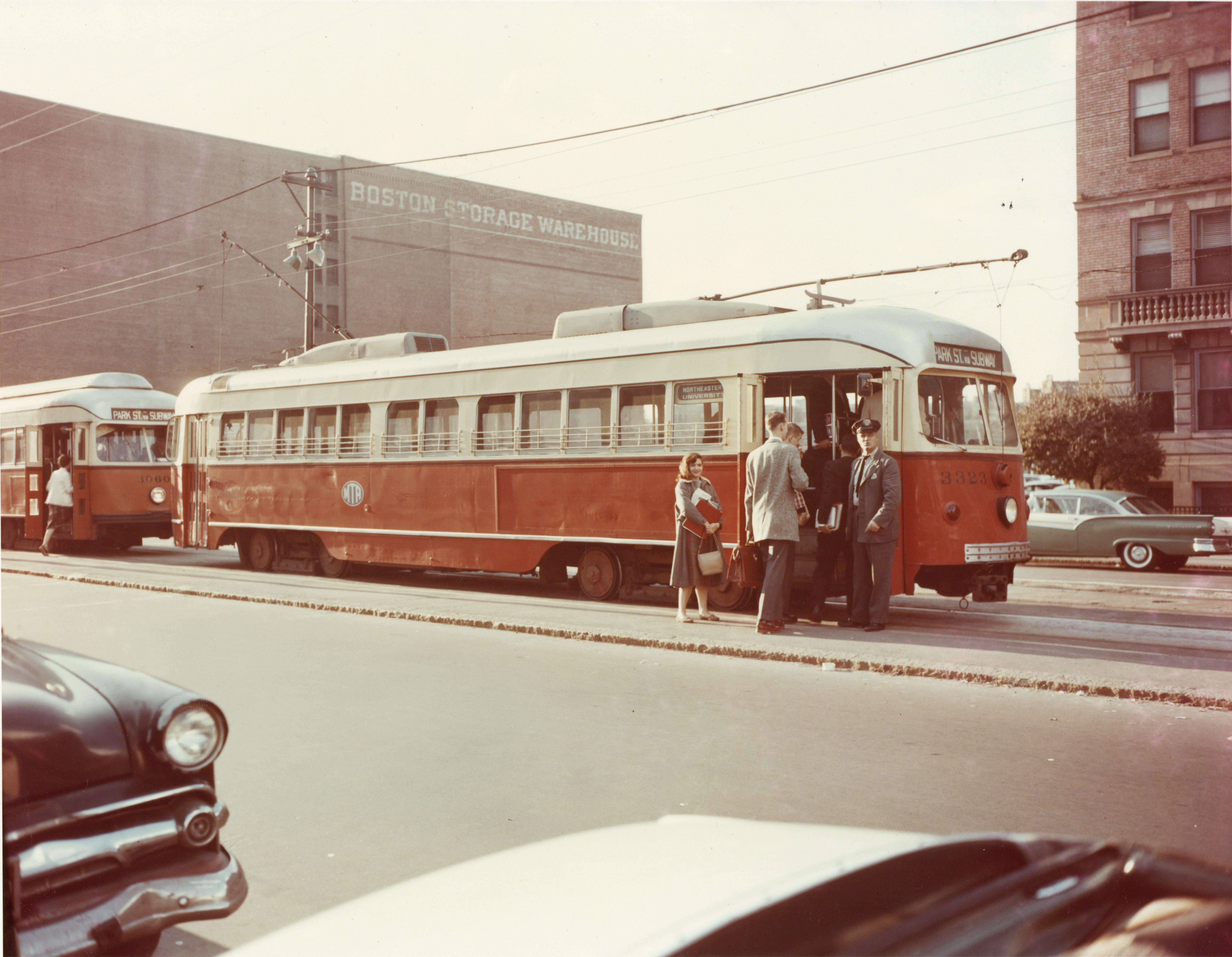
3323（1959年撮影）

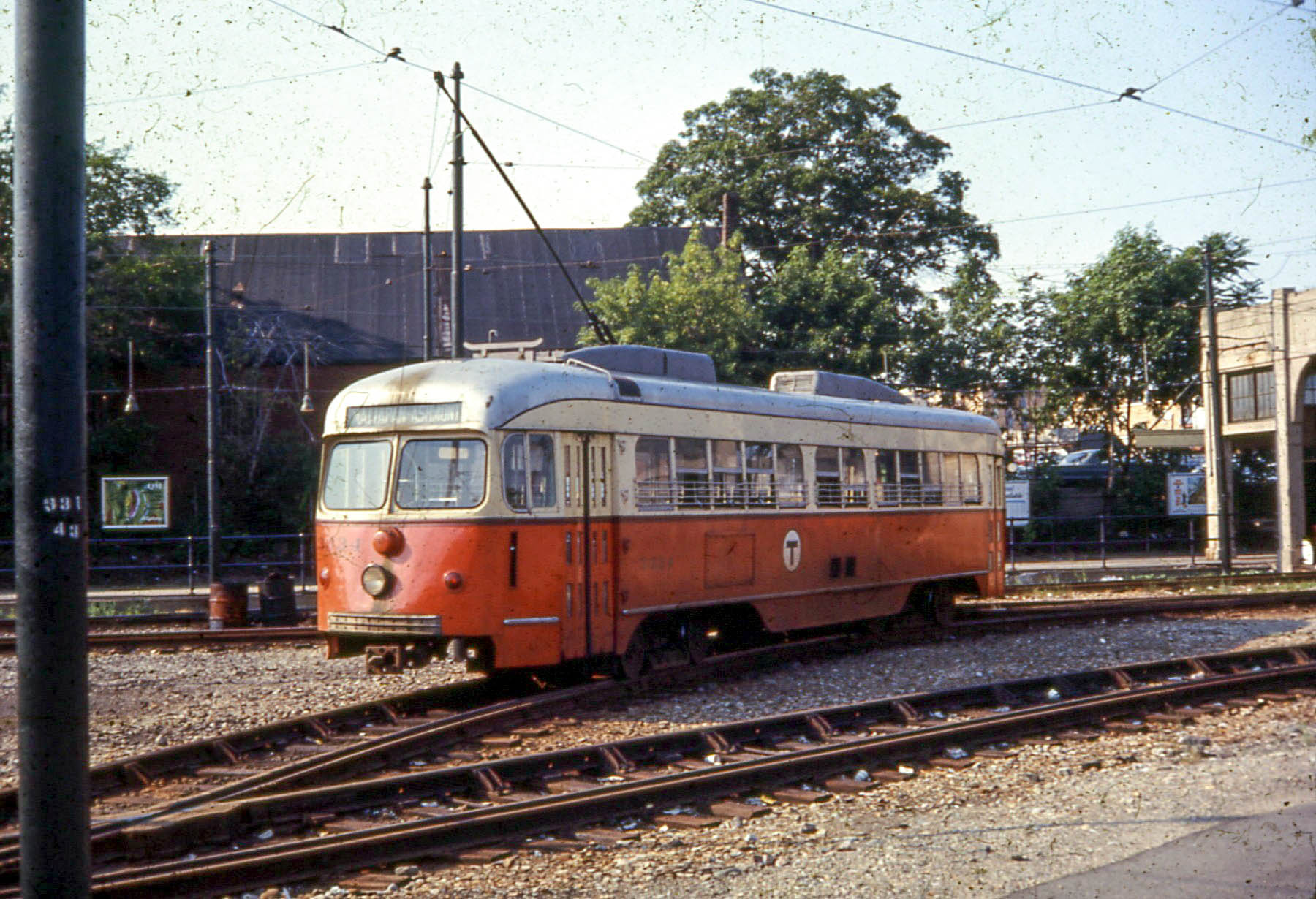
マタパン線転出後の3334（1967年撮影）

1956年1月31日までダラスで路面電車を運営していたダラス・レールウェイ＆ターミナル会社（Dallas Railway & Terminal Company）は、1945年にプルマン・スタンダード製のPCCカーを25両導入していた。これらの車両は両運転台式で、車体の前後に乗降扉が設置され、総括制御にも対応していた。車内は片側にロングシート、もう片側にクロスシートが配置されていた。廃止後、製造から日が浅かったこれらの車両は他社への売却が検討された。
同時期、MTAによって運営されていたボストンの路面電車ではPCCカーによる旧型車両の置き換えが進み、1958年の時点で9両が残るのみとなっていたが、これらの車両が使用されていた系統には終端に方向転換用のループ線が存在せず、片運転台式の車両で置き換えるのは難しかった。そこでMTAはこれらの車両の代替用として、廃止になったダラスのPCCカーのうち1945年製の車両を購入する事を決定した。
1959年に最初の8両（3322 - 3329）がボストンへ到着し、運転士の訓練が行われた後、同年1月26日から営業運転を開始した。これにより、最後まで残った旧型車両は4月10日をもって引退した。更にループ線が終端に無い系統が新たに登場する事に併せ、残りの17両（3330 - 3346）も同年中にMTAへ譲受され、各地の系統に導入された。ボストンでは単行運転を主体とし、両運転台式の利便性が発揮された一方、他車と乗降扉の位置が異なる事による支障も起きたため、1961年以降は大半の車両がグリーンラインからマタパン線へ移籍した。1964年のMBTA発足後はグリーンラインの車両は車体下部が緑色に、レッドラインに組み込まれたマタパン線の車両は赤色となった。
譲受当初、ダラスよりも積雪量が多く海風による腐食も起きる事を考慮しMTAはこれらの車両の耐用年数を15年程度と見込んでいたが、実際はそれよりも長く活躍し、グリーンラインからは1978年に、マタパン線からは1981年に引退した。以降は事業用車両に改造されたもの（3327、3343）を含めてシーショアー路面電車博物館で6両が保存され、動態復元へ向けた検討が行われている。
| 製造年 | 譲受年         | 総数            | 軌間                 | 編成       | 運転台   | 備考・参考  |
| ------ | -------------- | --------------- | -------------------- | ---------- | -------- | ----------- |
| 1945   | 1959-60        | 25両(3322-3346) | 1,435mm              | 単車       | 両運転台 | [ 2 ] [ 4 ] |
| 1945   | 全長           | 全幅            | 全高                 | 着席定員   | 最大定員 | [ 2 ] [ 4 ] |
| 1945   | 14,325mm 47ft  | 2,540mm 8ft 4in | 3,378mm 11ft 1 1/8in | 49人       | 118人    | [ 2 ] [ 4 ] |
| 1945   | 重量           | 最高速度        | 電動機               | 電動機出力 | 車両出力 | [ 2 ] [ 4 ] |
| 1945   | 17.9t 39360lbs | ？              | WH 1432HE            | 41kw       | 164kw    | [ 2 ] [ 4 ] |

## 参考資料
- 大賀寿郎『路面電車発達史 ―世界を制覇したPCCカーとタトラカー』戎光祥出版〈戎光祥レイルウェイ・リブレット 1〉、2016年3月1日。ISBN 978-4-86403-196-7。

- Jonathan Belcher (2019年10月21日). “Changes to Transit Service in the MBTA district 1964-2019”. 2019年11月17日閲覧。

- David A. Sindel (2017年6月). “Strategies for Meeting Future Capacity Needs on the Light Rail MBTA Green Line”.   Massachusetts Institute of Technology. 2019年11月17日閲覧。